# Medalla del Servei a la Frontera de Mèxic
La Medalla del Servei Fronterer de Mèxic (anglès: Mexican Border Service Medal) va ser una medalla de servei dels Estats Units establerta per una llei del Congrés el 9 de juliol de 1918. Es va atorgar pel servei entre el 9 de maig de 1916 i el 24 de març de 1917, o amb la Patrulla Fronterera de Mèxic entre l'1 de gener de 1916 i 6 d'abril de 1917. Es va atorgar unes 41.000 vegades.

## Història
La medalla reconeix aquells membres del servei militar que van ser assignats a la frontera entre els Estats Units i Mèxic en el període en què els Estats Units estaven a punt d'una guerra total amb Mèxic. Els Estats Units es van dedicar llavors a l'expedició de Pancho Villa, una operació militar realitzada per l'exèrcit dels Estats Units contra les forces paramilitars del revolucionari mexicà Francisco "Pancho" Villa del 14 de març de 1916 al 7 de febrer de 1917, durant la Revolució mexicana de 1910-1920.
Es pensava que la frontera entre Estats Units i Mèxic era un lloc potencial per a una invasió de Mèxic finançada per alemanys. El servei fronterer va entrar en vigor quan aquesta possible amenaça es va exposar amb la intercepció britànica del Zimmerman Telegram, que parlava de la proposta d'Alemanya que Mèxic s'unís en una aliança amb Alemanya si els Estats Units entraven a la guerra (Primera Guerra Mundial); el gener de 1917, el telegrama va ser interceptat i desxifrat per la intel·ligència britànica i el seu contingut va ser fet públic pels Estats Units l'1 de març (els Estats Units van declarar la guerra a Alemanya, el 6 d'abril de 1917).
La Medalla del Servei Fronterer de Mèxic tenia un doble estatus com a medalla de la Guàrdia Nacional i Federal dels Estats Units. El primer receptor va ser el major general Charles M. Clement, en reconeixement de la seva condició d'oficial de la Guàrdia Nacional amb més antiguitat elegible per al premi en el moment en què va ser autoritzat.
El Congrés va crear un premi similar per presentar als membres de la Guàrdia Nacional de Texas que van servir a la frontera des del 8 de desembre de 1917 fins a l'11 de novembre de 1918, conegut com la Medalla de Cavalleria de Texas. Aquests guàrdies es van desplegar a la frontera per alliberar unitats regulars de l'exèrcit per al servei durant la Primera Guerra Mundial.

## Criteris de distinció
Per rebre la Medalla del Servei Fronterer de Mèxic, un membre del servei ha d'haver servit a l'exèrcit dels Estats Units, al llarg de la frontera mexicana (als estats d'Arizona o Texas), o ha d'haver estat assignat com a membre regular o de la Guàrdia Nacional a la Patrulla Fronterera de Mèxic. Aquells que havien rebut la medalla del servei a Mèxic no eren elegibles per a la medalla del servei de la frontera mexicana. La Guàrdia Nacional dels Estats Units va ser enviada per vigilar el costat nord-americà de la frontera, ja que el personal regular de l'exèrcit s'estava esgotant pels esforços a Mèxic.
El servei fronterer s'estenia entre el 9 de maig de 1916 i el 24 de març de 1917 pels membres de la Guàrdia Nacional; i entre l'1 de gener de 1916 i el 6 d'abril de 1917 pels membres de l'Exèrcit.

## Disseny
Una medalla circular de bronze. El disseny és el mateix que el de la Medalla del Servei a la Guerra Espanyola, però amb una nova inscripció.
A l'anvers hi penja una espasa romana sobre un pla en el que hi ha la inscripció "For Service on the Mexican Border".
Penja d'una cinta verda amb una franja central en groc, totes elles de la mateixa amplada.